# مدال دفاع از استالینگراد
مدال دفاع از استالینگراد (به روسی: Медаль За оборону Сталинграда) یک مدال جنگی اتحاد جماهیر شوروی سوسیالیستی در جنگ جهانی دوم که در ۲۲ دسامبر ۱۹۴۲ بنا شده است و با حکم هیئت رئیسه عالی اتحاد جماهیر شوروی سوسیالیستی برای مدافعان نظامی و غیر نظامی استالینگراد که در برابر نیروهای آلمان نازی مقابله کردند به وجود آمده است.